# 까치내로 (강진군)
까치내로(Kkachinae-ro)는 전라남도 강진군 군동면에서 성전면 불티재까지 연결하는 도로아다.

## 주요 경유지
전라남도
- 강진군 (군동면 - 작천면 - 성전면)

## 노선경로
| 이름               | 접속 노선                 | 소재지 | 소재지                  | 비고 |
| ------------------ | ------------------------- | ------ | ----------------------- | ---- |
| 군동면호계리삼거리 | 진흥로                    | 강진군 | 군동면                  |      |
| 까치내재           |                           | 강진군 | 군동면                  |      |
|                    | 작천면                    | 강진군 |                         |      |
| 중당삼거리         | 지방도 제830호선 (하멜로) | 강진군 |                         |      |
| 작천교             |                           | 강진군 |                         |      |
| 작천면소재지교차로 | 지방도 제830호선 (금강로) | 강진군 | 지방도 제830호선과 중복 |      |
| 작천면평리교차로   | 홍교로                    | 강진군 | 지방도 제830호선과 중복 |      |
| 택정사거리         | 서문로                    | 강진군 |                         |      |
| 작천면군자리교차로 | 열수로                    | 강진군 |                         |      |
| 작천면갈동리삼거리 | 갈동로                    | 강진군 |                         |      |
| 오갈재             |                           | 강진군 | 강진면                  |      |
| 불티재             | 예향로                    | 강진군 | 강진면                  |      |
| 예향로와 직결      |                           |        |                         |      |

## 주요 건물 및 시설
- 보은재가복지센터 (까치내로 131/파산리 399-1)
- 하평복지회관 (까치내로 817/평리 253)
- 농협 강진한들농협하나로마트 작천점 (까치내로 859/평리 329-4)
- 농협 강진한들농협 작천지점 (까치내로 859/평리 329-4)
- 강진작천중학교 (까치내로 864/평리 172-1)
- 똑똑자동차정비 (까치내로 860/용상리 6-15)